# تسیشله (استان اشوی‌داشکسیه)
تسیشله (به لهستانی: Cieśle) یک منطقهٔ مسکونی در لهستان است که در گمینا کراسوچین واقع شده‌است. تسیشله ۷۹۵ نفر جمعیت دارد.